# As Novas Aventuras do DJ L
As Novas Aventuras de DJ L é o sétimo álbum de estúdio do cantor brasileiro Latino. 
Lançado em 2006 pelo selo da EMI Music o álbum é a continuação do sexto álbum de estúdio "As Aventuras do DJ L" (2004). Com faixas mais dançantes, o álbum foi produzido pelo próprio juntamente com os produtores Fábio Mello e Míria Luval.

## Faixas
| N.º | Título                                             | Compositor(es)                 | Duração |  |
| 1.  | "Maria Gasolina" (Mina Quebrete)                   | Dalmo Beloti / Latino          | 3:31    |  |
| 2.  | "Cátia Catchaça"                                   | Latino                         | 3:52    |  |
| 3.  | "Meu Gol de Placa"                                 | Dalmo Beloti / Latino          | 4:06    |  |
| 4.  | "Sacode no Patrão"                                 | Andinho                        | 3:26    |  |
| 5.  | "Amigo Fanho"                                      | Latino                         | 2:54    |  |
| 6.  | "Insônia"                                          | Latino                         | 3:33    |  |
| 7.  | "Hipnotizado no Sinal"                             | Latino                         | 3:27    |  |
| 8.  | "Biriguidin"                                       | Latino                         | 4:15    |  |
| 9.  | "Odalisca"                                         | Abdula / Dalmo Beloti / Latino | 3:11    |  |
| 10. | "Compulsão"                                        | Dalmo Beloti / Latino          | 3:20    |  |
| 11. | "Maria Gasolina (Mina Quebrete)" (Kasino MaxPop)   | Dalmo Beloti / Latino          | 5:51    |  |
| 12. | "Maria Gasolina (Mina Quebrete)" (Funk Mix Dennis) | Dalmo Beloti / Latino          | 3:03    |  |